# Halocercus monoceris
Halocercus monoceris is een rondwormensoort uit de familie van de Pseudaliidae. De wetenschappelijke naam van de soort is voor het eerst geldig gepubliceerd in 1973 door Webster & Macneil.